# Wereldkampioenschap voetbal onder 20 - 1999
Het twaalfde wereldkampioenschap voetbal onder 20 werd gehouden in Nigeria van 3 tot en met 24 april 1999. Het toernooi werd voor de eerste keer gewonnen door Spanje, in de finale werd met 4–0 gewonnen van Japan. Mali werd derde.

## Deelnemers

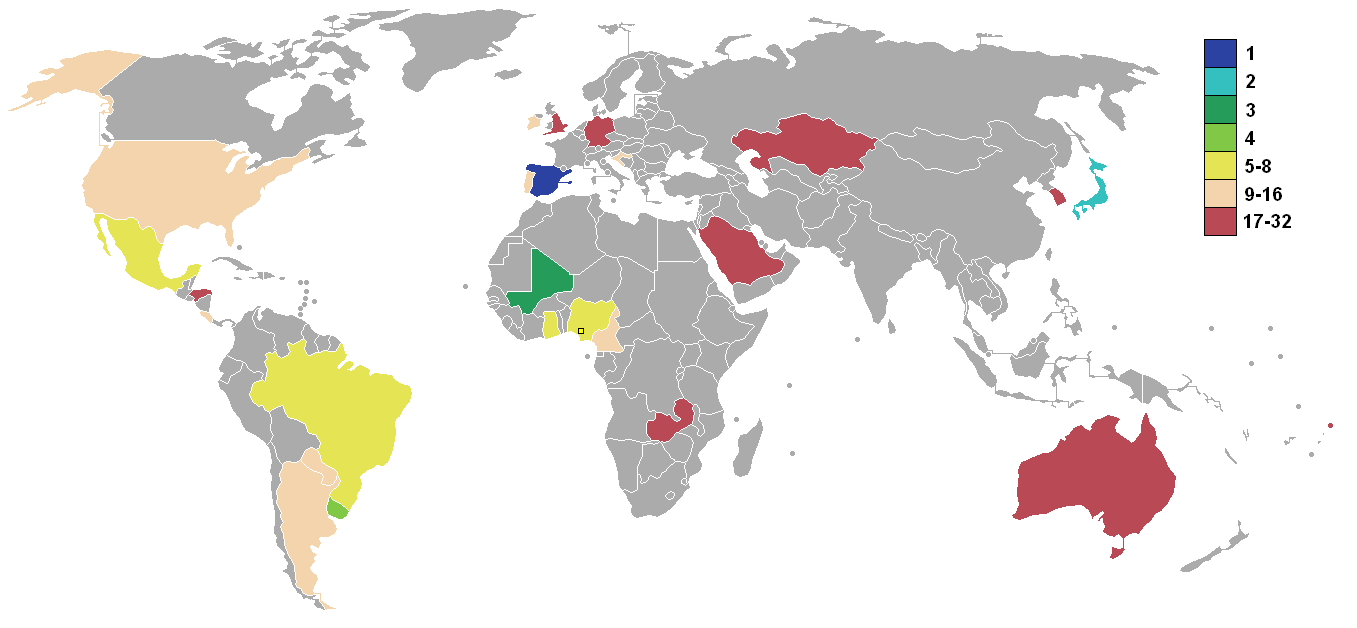
Deelnemen landen

Er deden 24 teams uit zes confederaties mee. Teams konden zich kwalificeren via een jeugdtoernooi dat binnen elke confederatie georganiseerd werd.
| Confederatie                                   | Kwalificatietoernooi                                                                                         | Gekwalificeerde landen                             |
| ---------------------------------------------- | --- | -------------------------------------------------- |
| AFC (Azië)                                     | Aziatisch kampioenschap voetbal onder 19 - 1998 Thailand, 12–26 november 1998                                | Japan Kazachstan Zuid-Korea Saoedi-Arabië          |
| CAF (Afrika)                                   | Afrikaans kampioenschap voetbal onder 21 - 1999 Ghana, 21 februari – 7 maart 1999                            | Kameroen Ghana Mali Zambia                         |
| CONCACAF (Noord, Centraal-Amerika & Caribbean) | CONCACAF-kampioenschap voetbal onder 21 - 1998 Guatemala en Trinidad en Tobago, 5 augustus – 10 oktober 1998 | Costa Rica Honduras Mexico Verenigde Staten        |
| CONMEBOL (Zuid-Amerika)                        | Zuid-Amerikaans kampioenschap voetbal onder 20 - 1999 Argentinië, 5–25 januari 1999                          | Argentinië Brazilië Paraguay Uruguay               |
| OFC (Oceanië)                                  | Oceanisch kampioenschap voetbal onder 20 - 1998 Samoa, 15–24 augustus 1998                                   | Australië                                          |
| UEFA (Europa)                                  | Europees kampioenschap voetbal onder 18 - 1998 Cyprus, 19–26 juli 1998                                       | Kroatië Engeland Duitsland Portugal Ierland Spanje |
| Gastland                                       | Gastland | Nigeria                                            |

## Stadions
| Liberty Stadion Capaciteit: 40.000       | Nationaal Stadion Capaciteit: 45.000              | Sani Abacha-stadion Capaciteit: 18.000 | U. J. Esuenestadion Capaciteit: 16.000 |
|                                          |                                                   | · Kano · (Sani Abacha-stadion) Lagos · (Nationaal Stadion) Ibadan · (Liberty Stadion) Enugu · (Nnamdi Azikiwestadion) Port Harcourt · (Liberation Stadion) Calabar · (U. J. Esuenestadion) Kaduna · (Ahmadu Bellostadion) Bauchi · (Abubarkar Tafawa Balewastadion) |                                        |
| Enugu                                    | Port Harcourt                                     | |                                        |
| Nnamdi Azikiwestadion Capaciteit: 22.000 | Liberation Stadion Capaciteit: 25.000             | |                                        |
|                                          |                                                   | |                                        |
| Kaduna                                   | Bauchi                                            | |                                        |
| Ahmadu Bellostadion Capaciteit: 16.500   | Abubarkar Tafawa Balewastadion Capaciteit: 15.000 | |                                        |

## Groepsfase

### Groep A
| Team       | Ptn | Wed | W | G | V | DV | DT | DS | Resultaat              |
| ---------- | --- | --- | - | - | - | -- | -- | -- | ---------------------- |
| Paraguay   | 6   | 3   | 2 | 0 | 1 | 5  | 6  | –1 | Naar de achtste finale |
| Nigeria    | 4   | 3   | 1 | 1 | 1 | 4  | 3  | +1 | Naar de achtste finale |
| Costa Rica | 4   | 3   | 1 | 1 | 1 | 4  | 5  | –1 | Naar de achtste finale |
| Duitsland  | 3   | 3   | 1 | 0 | 2 | 5  | 4  | +1 |                        |

|                    |              |     |                     |                                                                                             |
| 3 april 1999 16:00 | Nigeria      | 1–1 | Costa Rica          | Nationaal Stadion, Lagos Toeschouwers: 37.500 Scheidsrechter: Siarhei Shmolik (Wit-Rusland) |
| 3 april 1999 16:00 | Aghahowa 20' |     | Meléndez 83' (pen.) | Nationaal Stadion, Lagos Toeschouwers: 37.500 Scheidsrechter: Siarhei Shmolik (Wit-Rusland) |

|                    |                             |     |          |                                                                                    |
| 4 april 1999 16:00 | Duitsland                   | 4–0 | Paraguay | Nationaal Stadion, Lagos Toeschouwers: 2.500 Scheidsrechter: Mohamed Guezzaz (MAR) |
| 4 april 1999 16:00 | Kern 44', 60', 69' Falk 90' |     |          | Nationaal Stadion, Lagos Toeschouwers: 2.500 Scheidsrechter: Mohamed Guezzaz (MAR) |

|                    |                      |     |           |                                                                                   |
| 7 april 1999 16:00 | Nigeria              | 2–0 | Duitsland | Nationaal Stadion, Lagos Toeschouwers: 20.000 Scheidsrechter: Ángel Sánchez (ARG) |
| 7 april 1999 16:00 | Shittu 69' Garba 81' |     |           | Nationaal Stadion, Lagos Toeschouwers: 20.000 Scheidsrechter: Ángel Sánchez (ARG) |

|                    |            |     |                                    |                                                                                  |
| 7 april 1999 19:00 | Costa Rica | 1–3 | Paraguay                           | Nationaal Stadion, Lagos Toeschouwers: 18.000 Scheidsrechter: Jan Wegereef (NED) |
| 7 april 1999 19:00 | Garita 30' |     | Santa Cruz 26' Vera 50' Cuevas 66' | Nationaal Stadion, Lagos Toeschouwers: 18.000 Scheidsrechter: Jan Wegereef (NED) |

|                     |            |     |                            |                                                                                  |
| 10 april 1999 16:00 | Nigeria    | 1–2 | Paraguay                   | Nationaal Stadion, Lagos Toeschouwers: 25.000 Scheidsrechter: Jan Wegereef (NED) |
| 10 april 1999 16:00 | Shittu 38' |     | Fernández 9' Maldonado 22' | Nationaal Stadion, Lagos Toeschouwers: 25.000 Scheidsrechter: Jan Wegereef (NED) |

|                     |                        |     |           |                                                                                   |
| 10 april 1999 19:00 | Costa Rica             | 2–1 | Duitsland | Nationaal Stadion, Lagos Toeschouwers: 22.000 Scheidsrechter: Ángel Sánchez (ARG) |
| 10 april 1999 19:00 | Brenes 33' Santana 69' |     | Timm 38'  | Nationaal Stadion, Lagos Toeschouwers: 22.000 Scheidsrechter: Ángel Sánchez (ARG) |

### Groep B
| Team       | Ptn | Wed | W | G | V | DV | DT | DS | Resultaat              |
| ---------- | --- | --- | - | - | - | -- | -- | -- | ---------------------- |
| Ghana      | 7   | 3   | 2 | 1 | 0 | 5  | 1  | +4 | Naar de achtste finale |
| Kroatië    | 5   | 3   | 1 | 2 | 0 | 6  | 2  | +4 | Naar de achtste finale |
| Argentinië | 4   | 3   | 1 | 1 | 1 | 1  | 1  | 0  | Naar de achtste finale |
| Kazachstan | 0   | 3   | 0 | 0 | 3 | 1  | 9  | –8 |                        |

|                    |                 |     |             |                                                                               |
| 4 april 1999 16:00 | Ghana           | 1–1 | Kroatië     | Ahmadu Bellostadion, Kaduna Toeschouwers: 16.000 Scheidsrechter: Lu Jun (CHN) |
| 4 april 1999 16:00 | Ofori-Quaye 68' |     | Deranja 22' | Ahmadu Bellostadion, Kaduna Toeschouwers: 16.000 Scheidsrechter: Lu Jun (CHN) |

|                    |               |     |            |                                                                                        |
| 4 april 1999 19:00 | Argentinië    | 1–0 | Kazachstan | Ahmadu Bellostadion, Kaduna Toeschouwers: 16.000 Scheidsrechter: Claus Bo Larsen (DEN) |
| 4 april 1999 19:00 | Cambiasso 44' |     |            | Ahmadu Bellostadion, Kaduna Toeschouwers: 16.000 Scheidsrechter: Claus Bo Larsen (DEN) |

|                    |                 |     |            |                                                                                       |
| 7 april 1999 16:00 | Ghana           | 1–0 | Argentinië | Ahmadu Bellostadion, Kaduna Toeschouwers: 5.000 Scheidsrechter: Claus Bo Larsen (DEN) |
| 7 april 1999 16:00 | Ofori-Quaye 76' |     |            | Ahmadu Bellostadion, Kaduna Toeschouwers: 5.000 Scheidsrechter: Claus Bo Larsen (DEN) |

|                    |                                                                |     |              |                                                                              |
| 7 april 1999 19:00 | Kroatië                                                        | 5–1 | Kazachstan   | Ahmadu Bellostadion, Kaduna Toeschouwers: 5.000 Scheidsrechter: Lu Jun (CHN) |
| 7 april 1999 19:00 | Deranja 7' Miladin 11' Sabolčki 34' Banović 79' Bjelanović 88' |     | Urazayev 67' | Ahmadu Bellostadion, Kaduna Toeschouwers: 5.000 Scheidsrechter: Lu Jun (CHN) |

|                     |                       |     |            |                                                                                       |
| 10 april 1999 16:00 | Ghana                 | 3–0 | Kazachstan | Ahmadu Bellostadion, Kaduna Toeschouwers: 2.000 Scheidsrechter: Claus Bo Larsen (DEN) |
| 10 april 1999 16:00 | Gyan 51', 69' Adu 53' |     |            | Ahmadu Bellostadion, Kaduna Toeschouwers: 2.000 Scheidsrechter: Claus Bo Larsen (DEN) |

|                     |         |     |            |                                                                              |
| 10 april 1999 19:00 | Kroatië | 0–0 | Argentinië | Ahmadu Bellostadion, Kaduna Toeschouwers: 4.000 Scheidsrechter: Lu Jun (CHN) |
| 10 april 1999 19:00 |         |     |            | Ahmadu Bellostadion, Kaduna Toeschouwers: 4.000 Scheidsrechter: Lu Jun (CHN) |

### Groep C
| Team          | Ptn | Wed | W | G | V | DV | DT | DS | Resultaat              |
| ------------- | --- | --- | - | - | - | -- | -- | -- | ---------------------- |
| Mexico        | 7   | 3   | 2 | 1 | 0 | 5  | 2  | +3 | Naar de achtste finale |
| Ierland       | 6   | 3   | 2 | 0 | 1 | 6  | 1  | +5 | Naar de achtste finale |
| Australië     | 3   | 3   | 1 | 0 | 2 | 4  | 8  | –4 | Naar de achtste finale |
| Saoedi-Arabië | 1   | 3   | 0 | 1 | 2 | 2  | 6  | –4 |                        |

|                    |                                            |     |               |                                                                                  |
| 4 april 1999 16:00 | Australië                                  | 3–1 | Saoedi-Arabië | Liberty Stadion, Ibadan Toeschouwers: 2.000 Scheidsrechter: Gustavo Méndez (URU) |
| 4 april 1999 16:00 | Culina 29' Maisano 72' Al-Garni 77' (e.d.) |     | Dabo 90'      | Liberty Stadion, Ibadan Toeschouwers: 2.000 Scheidsrechter: Gustavo Méndez (URU) |

|                    |             |     |         |                                                                                        |
| 4 april 1999 19:00 | Mexico      | 1–0 | Ierland | Liberty Stadion, Ibadan Toeschouwers: 3.000 Scheidsrechter: Carlos Eugênio Simon (BRA) |
| 4 april 1999 19:00 | Márquez 10' |     |         | Liberty Stadion, Ibadan Toeschouwers: 3.000 Scheidsrechter: Carlos Eugênio Simon (BRA) |

|                    |                |     |                                        |                                                                                      |
| 7 april 1999 16:00 | Australië      | 1–3 | Mexico                                 | Liberty Stadion, Ibadan Toeschouwers: 500 Scheidsrechter: Carlos Eugênio Simon (BRA) |
| 7 april 1999 16:00 | Sterjovski 45' |     | Márquez 2' J. Rodríguez 58' Osorno 83' | Liberty Stadion, Ibadan Toeschouwers: 500 Scheidsrechter: Carlos Eugênio Simon (BRA) |

|                    |               |                      |         |                                                                                  |
| 7 april 1999 19:00 | Saoedi-Arabië | 0–2                  | Ierland | Liberty Stadion, Ibadan Toeschouwers: 1.000 Scheidsrechter: Gustavo Méndez (URU) |
| 7 april 1999 19:00 |               | McPhail 42' Duff 65' |         | Liberty Stadion, Ibadan Toeschouwers: 1.000 Scheidsrechter: Gustavo Méndez (URU) |

|                     |           |                                             |         |                                                                                |
| 10 april 1999 16:00 | Australië | 0–4                                         | Ierland | Liberty Stadion, Ibadan Toeschouwers: 800 Scheidsrechter: Gustavo Méndez (URU) |
| 10 april 1999 16:00 |           | Sadlier 20' Duff 73' Healy 74' Crossley 90' |         | Liberty Stadion, Ibadan Toeschouwers: 800 Scheidsrechter: Gustavo Méndez (URU) |

|                     |               |     |                 |                                                                                   |
| 10 april 1999 19:00 | Saoedi-Arabië | 1–1 | Mexico          | Liberty Stadion, Ibadan Toeschouwers: 2.000 Scheidsrechter: Siarhei Shmolik (BLR) |
| 10 april 1999 19:00 | Al-Saqri 37'  |     | L. González 30' | Liberty Stadion, Ibadan Toeschouwers: 2.000 Scheidsrechter: Siarhei Shmolik (BLR) |

### Groep D
| Team       | Ptn | Wed | W | G | V | DV | DT | DS | Resultaat              |
| ---------- | --- | --- | - | - | - | -- | -- | -- | ---------------------- |
| Mali       | 6   | 3   | 2 | 0 | 1 | 6  | 6  | 0  | Naar de achtste finale |
| Portugal   | 4   | 3   | 1 | 1 | 1 | 4  | 3  | +1 | Naar de achtste finale |
| Uruguay    | 4   | 3   | 1 | 1 | 1 | 2  | 2  | 0  | Naar de achtste finale |
| Zuid-Korea | 3   | 3   | 1 | 0 | 2 | 5  | 6  | –1 |                        |

|                    |               |     |                      |                                                                                      |
| 5 april 1999 16:00 | Uruguay       | 1–2 | Mali                 | Nnamdi Azikiwestadion, Enugu Toeschouwers: 16.000 Scheidsrechter: Željko Širić (CRO) |
| 5 april 1999 16:00 | Chevantón 65' |     | Camara 51' Dissa 90' | Nnamdi Azikiwestadion, Enugu Toeschouwers: 16.000 Scheidsrechter: Željko Širić (CRO) |

|                    |              |     |                                    |                                                                                          |
| 5 april 1999 19:00 | Zuid-Korea   | 1–3 | Portugal                           | Nnamdi Azikiwestadion, Enugu Toeschouwers: 10.000 Scheidsrechter: Ahmad Nabil Ayad (LIB) |
| 5 april 1999 19:00 | Kim K.H. 37' |     | R. Sousa 27' Simão 85', 90' (pen.) | Nnamdi Azikiwestadion, Enugu Toeschouwers: 10.000 Scheidsrechter: Ahmad Nabil Ayad (LIB) |

|                    |              |     |            |                                                                                     |
| 8 april 1999 16:00 | Uruguay      | 1–0 | Zuid-Korea | Nnamdi Azikiwestadion, Enugu Toeschouwers: 6.000 Scheidsrechter: Željko Širić (CRO) |
| 8 april 1999 16:00 | Chevantón 3' |     |            | Nnamdi Azikiwestadion, Enugu Toeschouwers: 6.000 Scheidsrechter: Željko Širić (CRO) |

|                    |                                     |     |              |                                                                                         |
| 8 april 1999 19:00 | Mali                                | 2–1 | Portugal     | Nnamdi Azikiwestadion, Enugu Toeschouwers: 6.000 Scheidsrechter: Ahmad Nabil Ayad (LIB) |
| 8 april 1999 19:00 | Am. Coulibaly 15' (pen.) Ndiaye 45' |     | P. Costa 55' | Nnamdi Azikiwestadion, Enugu Toeschouwers: 6.000 Scheidsrechter: Ahmad Nabil Ayad (LIB) |

|                     |         |     |          |                                                                                          |
| 11 april 1999 16:00 | Uruguay | 0–0 | Portugal | Nnamdi Azikiwestadion, Enugu Toeschouwers: 4.000 Scheidsrechter: Olufunmi Olaniyan (NGR) |
| 11 april 1999 16:00 |         |     |          | Nnamdi Azikiwestadion, Enugu Toeschouwers: 4.000 Scheidsrechter: Olufunmi Olaniyan (NGR) |

|                     |                        |     |                                                   |                                                                                     |
| 11 april 1999 19:00 | Mali                   | 2–4 | Zuid-Korea                                        | Nnamdi Azikiwestadion, Enugu Toeschouwers: 4.000 Scheidsrechter: Željko Širić (CRO) |
| 11 april 1999 19:00 | Dissa 57' Bagayoko 60' |     | Seol K.H. 3', 35' Na H.K. 22' (pen.) Lee D.G. 69' | Nnamdi Azikiwestadion, Enugu Toeschouwers: 4.000 Scheidsrechter: Željko Širić (CRO) |

### Groep E
| Team             | Ptn | Wed | W | G | V | DV | DT | DS | Resultaat              |
| ---------------- | --- | --- | - | - | - | -- | -- | -- | ---------------------- |
| Japan            | 6   | 3   | 2 | 0 | 1 | 6  | 3  | +3 | Naar de achtste finale |
| Verenigde Staten | 6   | 3   | 2 | 0 | 1 | 5  | 4  | +1 | Naar de achtste finale |
| Kameroen         | 6   | 3   | 2 | 0 | 1 | 4  | 4  | 0  |                        |
| Engeland         | 0   | 3   | 0 | 0 | 3 | 0  | 4  | –4 |                        |

|                    |                |     |              |                                                                                     |
| 5 april 1999 16:00 | Kameroen       | 2–1 | Japan        | Sani Abacha-stadion, Kano Toeschouwers: 12.000 Scheidsrechter: William Mattus (CRC) |
| 5 april 1999 16:00 | Komol 72', 89' |     | Takahara 51' | Sani Abacha-stadion, Kano Toeschouwers: 12.000 Scheidsrechter: William Mattus (CRC) |

|                    |          |            |                  |                                                                                   |
| 5 april 1999 19:00 | Engeland | 0–1        | Verenigde Staten | Sani Abacha-stadion, Kano Toeschouwers: 19.000 Scheidsrechter: Mourad Daami (TUN) |
| 5 april 1999 19:00 |          | Califf 12' |                  | Sani Abacha-stadion, Kano Toeschouwers: 19.000 Scheidsrechter: Mourad Daami (TUN) |

|                    |                   |     |          |                                                                                     |
| 8 april 1999 16:00 | Kameroen          | 1–0 | Engeland | Sani Abacha-stadion, Kano Toeschouwers: 12.000 Scheidsrechter: William Mattus (CRC) |
| 8 april 1999 16:00 | Cooper 63' (e.d.) |     |          | Sani Abacha-stadion, Kano Toeschouwers: 12.000 Scheidsrechter: William Mattus (CRC) |

|                    |                                               |     |                  | |
| 8 april 1999 19:00 | Japan                                         | 3–1 | Verenigde Staten | Abubarkar Tafawa Balewastadion, Bauchi Toeschouwers: 9.000 Scheidsrechter: Arturo Dauden Ibáñez (ESP) |
| 8 april 1999 19:00 | Downing 10' (e.d.) Takahara 51' Ogasawara 85' |     | Futagaki 74'     | Abubarkar Tafawa Balewastadion, Bauchi Toeschouwers: 9.000 Scheidsrechter: Arturo Dauden Ibáñez (ESP) |

|                     |           |     |                                | |
| 11 april 1999 16:00 | Kameroen  | 1–3 | Verenigde Staten               | Abubarkar Tafawa Balewastadion, Bauchi Toeschouwers: 9.000 Scheidsrechter: Arturo Dauden Ibáñez (ESP) |
| 11 april 1999 16:00 | Kioyo 63' |     | Twellman 38' 79' Bocanegra 57' | Abubarkar Tafawa Balewastadion, Bauchi Toeschouwers: 9.000 Scheidsrechter: Arturo Dauden Ibáñez (ESP) |

|                     |                      |     |          |                                                                                                 |
| 11 april 1999 19:00 | Japan                | 2–0 | Engeland | Abubarkar Tafawa Balewastadion, ŔŔBauchi Toeschouwers: 9.000 Scheidsrechter: Mourad Daami (TUN) |
| 11 april 1999 19:00 | Ishikawa 39' Ono 48' |     |          | Abubarkar Tafawa Balewastadion, ŔŔBauchi Toeschouwers: 9.000 Scheidsrechter: Mourad Daami (TUN) |

### Groep F
| Team     | Ptn | Wed | W | G | V | DV | DT | DS | Resultaat              |
| -------- | --- | --- | - | - | - | -- | -- | -- | ---------------------- |
| Spanje   | 7   | 3   | 2 | 1 | 0 | 5  | 1  | +4 | Naar de achtste finale |
| Brazilië | 6   | 3   | 2 | 0 | 1 | 8  | 3  | +5 | Naar de achtste finale |
| Zambia   | 4   | 3   | 1 | 1 | 1 | 5  | 8  | –3 |                        |
| Honduras | 0   | 3   | 0 | 0 | 3 | 4  | 10 | –6 |                        |

|              |                                         |     |                          |                                                                                        |
| 5 april 1999 | Zambia                                  | 4–3 | Honduras                 | U. J. Esuenestadion, Calabar Toeschouwers: 12.000 Scheidsrechter: Simon Micallef (AUS) |
| 5 april 1999 | Makayi 19' Makufi 44', 55' Mbambara 72' |     | Suazo 9' De León 41' 74' | U. J. Esuenestadion, Calabar Toeschouwers: 12.000 Scheidsrechter: Simon Micallef (AUS) |

|              |               |     |          |                                                                                      |
| 5 april 1999 | Spanje        | 2–0 | Brazilië | U. J. Esuenestadion, Calabar Toeschouwers: 12.000 Scheidsrechter: Felipe Ramos (MEX) |
| 5 april 1999 | Gabri 15' 33' |     |          | U. J. Esuenestadion, Calabar Toeschouwers: 12.000 Scheidsrechter: Felipe Ramos (MEX) |

|              |        |     |        |                                                                                     |
| 8 april 1999 | Zambia | 0–0 | Spanje | U. J. Esuenestadion, Calabar Toeschouwers: 8.000 Scheidsrechter: Felipe Ramos (MEX) |
| 8 april 1999 |        |     |        | U. J. Esuenestadion, Calabar Toeschouwers: 8.000 Scheidsrechter: Felipe Ramos (MEX) |

|              |          |                            |          |                                                                                                |
| 8 april 1999 | Honduras | 0–3                        | Brazilië | Liberation Stadion, Port Harcourt Toeschouwers: 16.000 Scheidsrechter: Olufunmi Olaniyan (NGR) |
| 8 april 1999 |          | Edu 36', 80' Matuzalém 41' |          | Liberation Stadion, Port Harcourt Toeschouwers: 16.000 Scheidsrechter: Olufunmi Olaniyan (NGR) |

|               |             |     |                                                                    |                                                                                             |
| 11 april 1999 | Zambia      | 1–5 | Brazilië                                                           | Liberation Stadion, Port Harcourt Toeschouwers: 16.000 Scheidsrechter: Simon Micallef (AUS) |
| 11 april 1999 | Sinkala 39' |     | Ronaldinho 27' Aurélio 45' Baiano 65' Mancini 69' Rodrigo Gral 80' | Liberation Stadion, Port Harcourt Toeschouwers: 16.000 Scheidsrechter: Simon Micallef (AUS) |

|               |           |     |                                |                                                                                              |
| 11 april 1999 | Honduras  | 1–3 | Spanje                         | Liberation Stadion, Port Harcourt Toeschouwers: 16.000 Scheidsrechter: Mohamed Guezzaz (MAR) |
| 11 april 1999 | Oliva 76' |     | Pablo 10' Varela 26' Rubén 31' | Liberation Stadion, Port Harcourt Toeschouwers: 16.000 Scheidsrechter: Mohamed Guezzaz (MAR) |

### Vier beste nummers drie
| Team       | Ptn | Wed | W | G | V | DV | DT | DS | Resultaat              |
| ---------- | --- | --- | - | - | - | -- | -- | -- | ---------------------- |
| Kameroen   | 6   | 3   | 2 | 0 | 1 | 4  | 4  | 0  | Naar de achtste finale |
| Uruguay    | 4   | 3   | 1 | 1 | 1 | 2  | 2  | 0  | Naar de achtste finale |
| Argentinië | 4   | 3   | 1 | 1 | 1 | 1  | 1  | 0  | Naar de achtste finale |
| Costa Rica | 4   | 3   | 1 | 1 | 1 | 4  | 5  | –1 | Naar de achtste finale |
| Zambia     | 4   | 3   | 1 | 1 | 1 | 5  | 8  | –3 |                        |
| Australië  | 3   | 3   | 1 | 0 | 2 | 2  | 4  | –2 |                        |

## Knock-outfase
|  | Achtste finale           | Achtste finale    |                   |        | Kwartfinale  | Kwartfinale  |                  |                  | Halve finale | Halve finale |  |  | Finale | Finale |
|  |                          |                   |                   |        |              |              |                  |                  |              |              |  |  |        |        |
|  | 15 april – Port Harcourt |                   |                   |        |              |              |                  |                  |              |              |  |  |        |        |
|  |                          |                   |                   |        |              |              |                  |                  |              |              |  |  |        |        |
|  | Spanje                   | 3                 |                   |        |              |              |                  |                  |              |              |  |  |        |        |
|  | Spanje                   | 3                 | 18 april – Kaduna |        |              |              |                  |                  |              |              |  |  |        |        |
|  | Verenigde Staten         | 2                 |                   |        |              |              |                  |                  |              |              |  |  |        |        |
|  | Verenigde Staten         | 2                 | Spanje            | 1 (8)  |              |              |                  |                  |              |              |  |  |        |        |
|  | 14 april – Kaduna        |                   | Spanje            | 1 (8)  |              |              |                  |                  |              |              |  |  |        |        |
|  |                          | Ghana             | 1 (7)             |        |              |              |                  |                  |              |              |  |  |        |        |
|  | Costa Rica               | Ghana             | 1 (7)             | 0      |              |              |                  |                  |              |              |  |  |        |        |
|  | Costa Rica               |                   | 21 april – Kaduna | 0      |              |              |                  |                  |              |              |  |  |        |        |
|  | Ghana                    | 2                 |                   |        |              |              |                  |                  |              |              |  |  |        |        |
|  | Ghana                    | 2                 | Spanje            | 3      |              |              |                  |                  |              |              |  |  |        |        |
|  | 14 april – Kano          |                   | Spanje            | 3      |              |              |                  |                  |              |              |  |  |        |        |
|  |                          | Mali              | 1                 |        |              |              |                  |                  |              |              |  |  |        |        |
|  | Nigeria                  | Mali              | 1                 | 1 (5)  |              |              |                  |                  |              |              |  |  |        |        |
|  | Nigeria                  | 18 april – Enugu  |                   | 1 (5)  |              |              |                  |                  |              |              |  |  |        |        |
|  | Ierland                  | 1 (3)             |                   |        |              |              |                  |                  |              |              |  |  |        |        |
|  | Ierland                  | 1 (3)             | Nigeria           | 1      |              |              |                  |                  |              |              |  |  |        |        |
|  | 15 april – Enugu         |                   | Nigeria           | 1      |              |              |                  |                  |              |              |  |  |        |        |
|  |                          | Mali              | 3                 |        |              |              |                  |                  |              |              |  |  |        |        |
|  | Kameroen                 | Mali              | 3                 | 4      |              |              |                  |                  |              |              |  |  |        |        |
|  | Kameroen                 |                   | 24 april – Lagos  | 4      |              |              |                  |                  |              |              |  |  |        |        |
|  | Mali                     | 5                 |                   |        |              |              |                  |                  |              |              |  |  |        |        |
|  | Mali                     | 5                 | Spanje            | 4      |              |              |                  |                  |              |              |  |  |        |        |
|  | 14 april – Lagos         |                   | Spanje            | 4      |              |              |                  |                  |              |              |  |  |        |        |
|  |                          | Japan             | 0                 |        |              |              |                  |                  |              |              |  |  |        |        |
|  | Uruguay                  | Japan             | 0                 | 2 (10) |              |              |                  |                  |              |              |  |  |        |        |
|  | Uruguay                  | 18 april – Lagos  |                   | 2 (10) |              |              |                  |                  |              |              |  |  |        |        |
|  | Paraguay                 | 2 (9)             |                   |        |              |              |                  |                  |              |              |  |  |        |        |
|  | Paraguay                 | 2 (9)             | Uruguay           | 2      |              |              |                  |                  |              |              |  |  |        |        |
|  | 14 april – Calabar       |                   | Uruguay           | 2      |              |              |                  |                  |              |              |  |  |        |        |
|  |                          | Brazilië          | 1                 |        |              |              |                  |                  |              |              |  |  |        |        |
|  | Kroatië                  | Brazilië          | 1                 | 0      |              |              |                  |                  |              |              |  |  |        |        |
|  | Kroatië                  |                   | 21 april – Lagos  | 0      |              |              |                  |                  |              |              |  |  |        |        |
|  | Brazilië                 | 4                 |                   |        |              |              |                  |                  |              |              |  |  |        |        |
|  | Brazilië                 | 4                 | Uruguay           | 1      |              |              |                  |                  |              |              |  |  |        |        |
|  | 15 april – Ibadan        |                   | Uruguay           | 1      |              |              |                  |                  |              |              |  |  |        |        |
|  |                          | Japan             | 2                 |        | Derde plaats | Derde plaats |                  |                  |              |              |  |  |        |        |
|  | Mexico                   | Japan             | 2                 | 4      | Derde plaats | Derde plaats |                  |                  |              |              |  |  |        |        |
|  | Mexico                   | 18 april – Ibadan | 18 april – Ibadan | 4      |              |              | 24 april – Lagos | 24 april – Lagos |              |              |  |  |        |        |
|  | Argentinië               | 18 april – Ibadan | 18 april – Ibadan | 1      |              |              | 24 april – Lagos | 24 april – Lagos |              |              |  |  |        |        |
|  | Argentinië               | Mexico            | 0                 | 1      | Mali         | 1            |                  |                  |              |              |  |  |        |        |
|  | 15 april – Bauchi        | Mexico            | 0                 |        | Mali         | 1            |                  |                  |              |              |  |  |        |        |
|  |                          | Japan             | 2                 |        | Uruguay      | 0            |                  |                  |              |              |  |  |        |        |
|  | Portugal                 | Japan             | 2                 | 1 (4)  | Uruguay      | 0            |                  |                  |              |              |  |  |        |        |
|  | Portugal                 |                   |                   | 1 (4)  |              |              |                  |                  |              |              |  |  |        |        |
|  | Japan                    | 1 (5)             |                   |        |              |              |                  |                  |              |              |  |  |        |        |
|  | Japan                    | 1 (5)             |                   |        |              |              |                  |                  |              |              |  |  |        |        |

### Achtste finale
|                     |                               |            |                                       |                                                                             |
| 14 april 1999 16:00 | Ierland                       | 1–1 (n.v.) | Nigeria                               | Sani Abacha-stadion, Kano Toeschouwers: 20.000 Scheidsrechter: Lu Jun (CHN) |
| 14 april 1999 16:00 | Sadlier 35'                   |            | Ikedia 70'                            | Sani Abacha-stadion, Kano Toeschouwers: 20.000 Scheidsrechter: Lu Jun (CHN) |
| 14 april 1999 16:00 | Strafschoppen                 |            |                                       | Sani Abacha-stadion, Kano Toeschouwers: 20.000 Scheidsrechter: Lu Jun (CHN) |
| 14 april 1999 16:00 | Crossley Donnolly Heary Quinn | 3–5        | Ikedia Okunowo Aranka Dombraye Shittu | Sani Abacha-stadion, Kano Toeschouwers: 20.000 Scheidsrechter: Lu Jun (CHN) |

|                     |                             |     |            |                                                                                            |
| 14 april 1999 16:00 | Ghana                       | 2–0 | Costa Rica | Ahmadu Bellostadion, Kaduna Toeschouwers: 1.000 Scheidsrechter: Arturo Dauden Ibáñez (ESP) |
| 14 april 1999 16:00 | Afriyie 18' Ofori-Quaye 82' |     |            | Ahmadu Bellostadion, Kaduna Toeschouwers: 1.000 Scheidsrechter: Arturo Dauden Ibáñez (ESP) |

|                     |                                                                                                 |            |                                                                                         |                                                                                 |
| 14 april 1999 19:00 | Paraguay                                                                                        | 2–2 (n.v.) | Uruguay                                                                                 | Nationaal Stadion, Lagos Toeschouwers: 1.500 Scheidsrechter: Felipe Ramos (MEX) |
| 14 april 1999 19:00 | Santa Cruz 62' (pen.), 86'                                                                      |            | Chevantón 32' Forlán 49'                                                                | Nationaal Stadion, Lagos Toeschouwers: 1.500 Scheidsrechter: Felipe Ramos (MEX) |
| 14 april 1999 19:00 | Strafschoppen                                                                                   |            |                                                                                         | Nationaal Stadion, Lagos Toeschouwers: 1.500 Scheidsrechter: Felipe Ramos (MEX) |
| 14 april 1999 19:00 | Santa Cruz Maldonado Escobar Blanco Da Silva Florentín Domínguez Vera Cuevas Giménez Santa Cruz | 9–10       | Canobbio Cardozo Pellegrín Carini Anchén Sorondo Correa Machado Carreño Carini Canobbio | Nationaal Stadion, Lagos Toeschouwers: 1.500 Scheidsrechter: Felipe Ramos (MEX) |

|                     |                                                               |     |         |                                                                                          |
| 14 april 1999 19:00 | Brazilië                                                      | 4–0 | Kroatië | U. J. Esuenestadion, Calabar Toeschouwers: 12.000 Scheidsrechter: Ahmad Nabil Ayad (LIB) |
| 14 april 1999 19:00 | Ronaldinho 21' (pen.), 45' Fernando Baiano 48' (pen.) Edu 68' |     |         | U. J. Esuenestadion, Calabar Toeschouwers: 12.000 Scheidsrechter: Ahmad Nabil Ayad (LIB) |

|                     |                                    |            |                                      |                                                                                                  |
| 15 april 1999 16:00 | Japan                              | 1–1 (n.v.) | Portugal                             | Abubarkar Tafawa Balewastadion, Bauchi Toeschouwers: 8.000 Scheidsrechter: Mohamed Guezzaz (MAR) |
| 15 april 1999 16:00 | Endo 48'                           |            | Marco Claúdio 80'                    | Abubarkar Tafawa Balewastadion, Bauchi Toeschouwers: 8.000 Scheidsrechter: Mohamed Guezzaz (MAR) |
| 15 april 1999 16:00 | Strafschoppen                      |            |                                      | Abubarkar Tafawa Balewastadion, Bauchi Toeschouwers: 8.000 Scheidsrechter: Mohamed Guezzaz (MAR) |
| 15 april 1999 16:00 | Ono Nakata Motoyama Takahara Sakai | 5–4        | Simão Marco Cláudio Sousa Costa Leal | Abubarkar Tafawa Balewastadion, Bauchi Toeschouwers: 8.000 Scheidsrechter: Mohamed Guezzaz (MAR) |

|                     |                         |     |                   |                                                                                                   |
| 15 april 1999 16:00 | Spanje                  | 3–2 | Verenigde Staten  | Liberation Stadion, Port Harcourt Toeschouwers: 15.600 Scheidsrechter: Carlos Eugênio Simon (BRA) |
| 15 april 1999 16:00 | Pablo 15', 32' Xavi 19' |     | Twellman 49', 90' | Liberation Stadion, Port Harcourt Toeschouwers: 15.600 Scheidsrechter: Carlos Eugênio Simon (BRA) |

|                     |                                                              |     |              |                                                                                            |
| 15 april 1999 19:00 | Mexico                                                       | 4–1 | Argentinië   | Liberty Stadion, Ibadan Toeschouwers: 16.000 Scheidsrechter: Siarhei Shmolik (Wit-Rusland) |
| 15 april 1999 19:00 | Osorno 52' E. Rodríguez 55' J. Rodríguez 67' L. González 88' |     | Galletti 41' | Liberty Stadion, Ibadan Toeschouwers: 16.000 Scheidsrechter: Siarhei Shmolik (Wit-Rusland) |

|                     |                                                   |            |                                   |                                                                                      |
| 15 april 1999 19:00 | Mali                                              | 5–4 (n.v.) | Kameroen                          | Nnamdi Azikiwestadion, Enugu Toeschouwers: 4.000 Scheidsrechter: Ángel Sánchez (ARG) |
| 15 april 1999 19:00 | Ndiaye 9' Bagayoko 67' Camara 83' Dissa 90', 104' |            | Komol 10' 74' Mbami 23' Kioyo 26' | Nnamdi Azikiwestadion, Enugu Toeschouwers: 4.000 Scheidsrechter: Ángel Sánchez (ARG) |

### Kwartfinale
|                     |                                |     |                     |                                                                                  |
| 18 april 1999 16:00 | Uruguay                        | 2–1 | Brazilië            | Nationaal Stadion, Lagos Toeschouwers: 10.000 Scheidsrechter: Mourad Daami (TUN) |
| 18 april 1999 16:00 | Anchen 44' Canobbio 86' (pen.) |     | Fernando Baiano 27' | Nationaal Stadion, Lagos Toeschouwers: 10.000 Scheidsrechter: Mourad Daami (TUN) |

|                     |                             |     |           |                                                                                        |
| 18 april 1999 16:00 | Mali                        | 3–1 | Nigeria   | Nnamdi Azikiwestadion, Enugu Toeschouwers: 22.000 Scheidsrechter: Sergei Shmolik (BLR) |
| 18 april 1999 16:00 | Bagayoko 1', 72' Diarra 44' |     | Garba 17' | Nnamdi Azikiwestadion, Enugu Toeschouwers: 22.000 Scheidsrechter: Sergei Shmolik (BLR) |

|                     |                     |     |        |                                                                                    |
| 18 april 1999 19:00 | Japan               | 2–0 | Mexico | Liberty Stadion, Ibadan Toeschouwers: 17.000 Scheidsrechter: Claus Bo Larsen (DEN) |
| 18 april 1999 19:00 | Motoyama 4' Ono 24' |     |        | Liberty Stadion, Ibadan Toeschouwers: 17.000 Scheidsrechter: Claus Bo Larsen (DEN) |

|                     |                                                                   |     |                                                               |                                                                                       |
| 18 april 1999 19:00 | Spanje                                                            | 1–1 | Ghana                                                         | Ahmadu Bellostadion, Kaduna Toeschouwers: 19.000 Scheidsrechter: William Mattus (CRC) |
| 18 april 1999 19:00 | Barkero 54' (pen.)                                                |     | Ofori-Quaye 90'                                               | Ahmadu Bellostadion, Kaduna Toeschouwers: 19.000 Scheidsrechter: William Mattus (CRC) |
| 18 april 1999 19:00 | Strafschoppen                                                     |     |                                                               | Ahmadu Bellostadion, Kaduna Toeschouwers: 19.000 Scheidsrechter: William Mattus (CRC) |
| 18 april 1999 19:00 | Xavi Lombardero Yeste García Jusué Bermudo Marchena Orbaiz Varela | 8–7 | Ansah Razak Appiah Amuzu Mohammed Gyan Abdul Ofori-Quaye Blay | Ahmadu Bellostadion, Kaduna Toeschouwers: 19.000 Scheidsrechter: William Mattus (CRC) |

### Halve finale
|                     |           |     |                         |                                                                              |
| 21 april 1999 16:00 | Mali      | 1–3 | Spanje                  | Ahmadu Bellostadion, Kaduna Toeschouwers: 6.000 Scheidsrechter: Lu Jun (CHN) |
| 21 april 1999 16:00 | Dissa 52' |     | Varela 2', 26' Xavi 90' | Ahmadu Bellostadion, Kaduna Toeschouwers: 6.000 Scheidsrechter: Lu Jun (CHN) |

|                     |               |     |                        |                                                                                   |
| 21 april 1999 19:00 | Uruguay       | 1–2 | Japan                  | Nationaal Stadion, Lagos Toeschouwers: 8.000 Scheidsrechter: Simon Micallef (AUS) |
| 21 april 1999 19:00 | Chevantón 24' |     | Takahara 23' Nagai 35' | Nationaal Stadion, Lagos Toeschouwers: 8.000 Scheidsrechter: Simon Micallef (AUS) |

### Troostfinale
|                     |           |     |         |                                                                                  |
| 24 april 1999 14:00 | Mali      | 1–0 | Uruguay | Nationaal Stadion, Lagos Toeschouwers: 35.000 Scheidsrechter: Željko Širić (CRO) |
| 24 april 1999 14:00 | Keita 30' |     |         | Nationaal Stadion, Lagos Toeschouwers: 35.000 Scheidsrechter: Željko Širić (CRO) |

### Finale
|                     |                                    |     |       |                                                                                   |
| 24 april 1999 17:00 | Spanje                             | 4–0 | Japan | Nationaal Stadion, Lagos Toeschouwers: 38.000 Scheidsrechter: Ángel Sánchez (ARG) |
| 24 april 1999 17:00 | Barkero 5' Pablo 14' 30' Gabri 51' |     |       | Nationaal Stadion, Lagos Toeschouwers: 38.000 Scheidsrechter: Ángel Sánchez (ARG) |